# Kapelle Katharina von Siena (Lontzen)

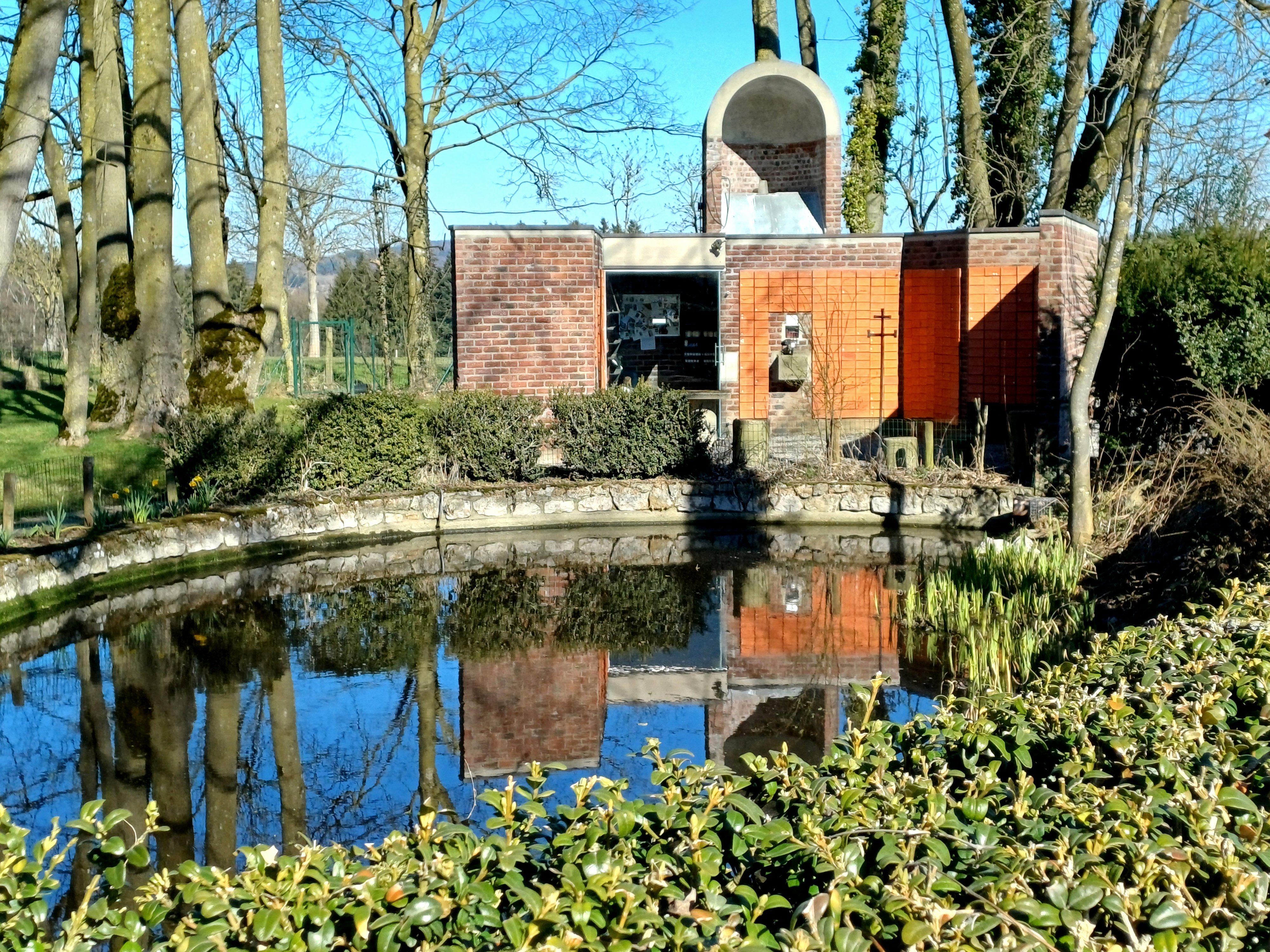
Kapelle mit Teich

Die Kapelle Katharina von Siena (Eigenschreibweise: Caterina von Siena) ist Teil eines Andachts- und Begegnungszentrums im Walhorner Ortsteil Astenet in der Gemeinde Lontzen in der Deutschsprachigen Gemeinschaft von Ostbelgien. Sie wurde 1968 errichtet und unter das Patrozinium der heiligen Katharina von Siena gestellt. Anfang der 1980er-Jahre wurde die Kapelle um ein Begegnungszentrum mit Vorplatz und Teichanlage erweitert. Am 9. Januar 2025 wurde das gesamte Ensemble in die Liste der Kulturdenkmale in Lontzen aufgenommen.

## Geschichte
Die Initiative zum Bau der Kapelle ging von dem Eupener Geschäftsmann Jean (Hans) Emil Wintgens (1914–1988) aus, nachdem dieser sich im Jahr 1963 mit der Geschichte der Katharina von Siena beschäftigt und ihre Grabstätte in der Kirche Santa Maria sopra Minerva in Rom besucht hatte. Aus Bewunderung für die italienische Mystikerin und Kirchenlehrerin und um die Bevölkerung auf das Leben der Heiligen aufmerksam zu machen, beabsichtigte Wintgens zunächst, ihr zu Ehren einen Bildstock am Pilgerweg von Eupen zur Wallfahrtsstätte Moresnet-Chapelle zu errichten. Doch recht bald entschied er sich für den Bau einer Kapelle, weil er dies in Anbetracht ihrer Bedeutung für angemessener hielt. 
Ein Freund wies Wintgens auf eine Parzelle um einen alten Teich bei Astenet hin, die der Teilgemeinde Walhorn gehört und im dortigen Katasterbuch als „Himmelsplatz“ eingetragen ist. Wintgens fand die Idee passend und beantragte beim Gemeinderat die Genehmigung zum Bau einer Kapelle auf diesem Grundstück, den dieser am 27. Mai 1968 genehmigte.
Zusammen mit der Internationalen Vereinigung Caterina von Siena als Bauherrin beauftragte Wintgens daraufhin den Architekten Émile-José Fettweis aus Verviers und den Künstler André Blank aus Raeren, die Pläne für die Kapelle und die Ausstattung zu erstellen. Nach deren Genehmigung konnte der Bau am 8. Juli 1968 beginnen, der bereits Anfang September abgeschlossen war. Um Legendenbildungen vorzubeugen, verfasste Wintgens selbst eine Niederschrift zur Entstehungsgeschichte der Kapelle, die in einem Zinkbehälter im Gemäuer eingelassen wurde. 
Am 13. Oktober 1968 weihten die Dominikanerpatres Antonio Silli und Angelico Paolo Alori die Kapelle ein.
Zwischen 1979 und 1985 folgte auf Initiative des Erzbischofs von Siena-Colle di Val d’Elsa-Montalcino, Ismaele Mario Castellano, der Bau der Begegnungsstätte Caterina-Haus mit Vorplatz und Brunnenanlage, die ebenfalls nach Plänen von Fettweis und Blank entstand, um dort unter anderem Messen zu feiern und Versammlungen abzuhalten. Die Einweihung nahm der Erzbischof zusammen mit dem Lütticher Bischof Guillaume-Marie van Zuylen persönlich vor.

## Kapelle

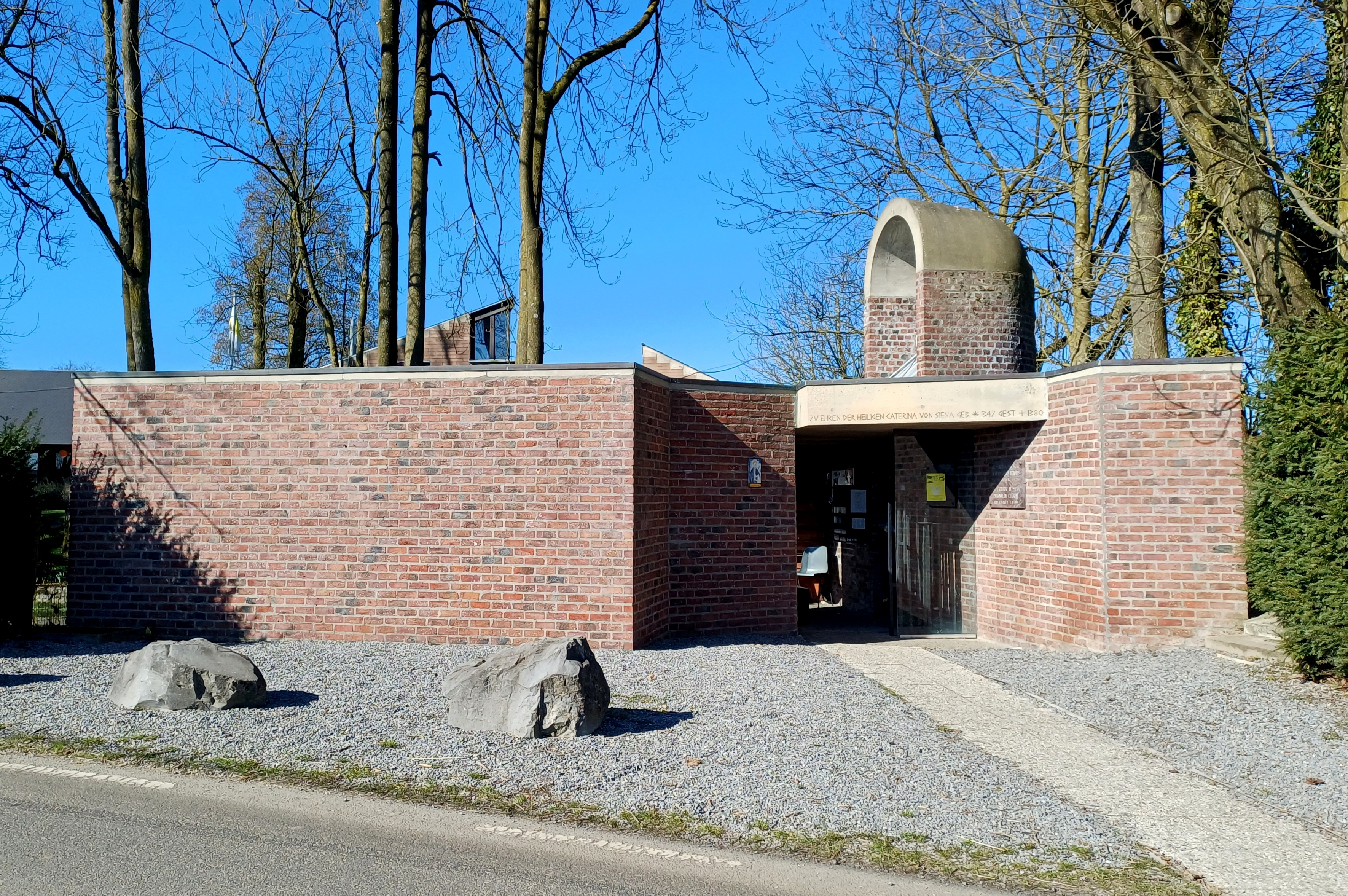
Seitlicher Haupteingang

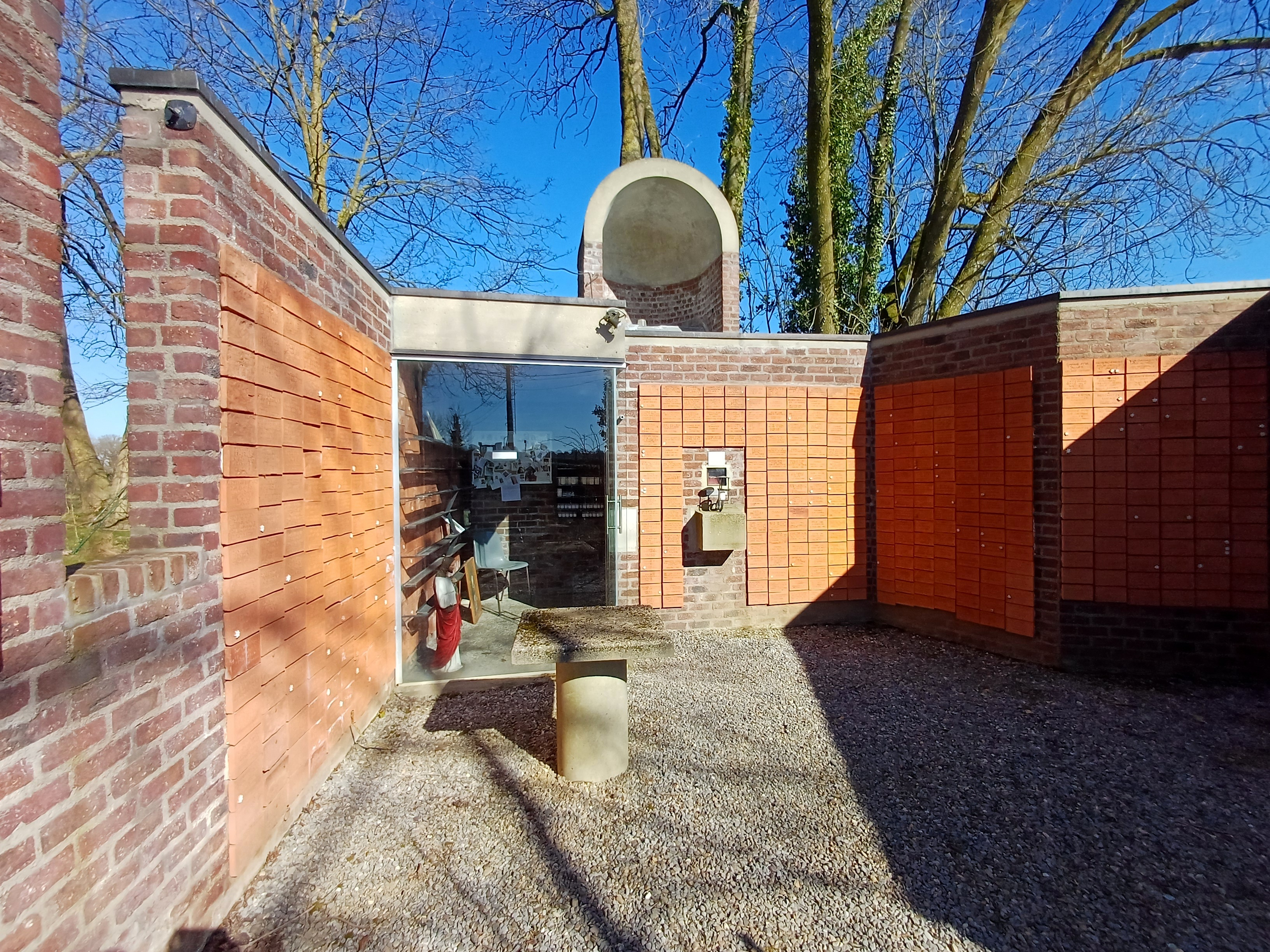
Hofseite mit Votivtäfelchen

Der Kern der Kapelle zeigt sich als querrechteckiger roter Ziegelsteinbau mit Elementen aus unbehandeltem Beton, dessen seitliche Wände flügelartig weit vorgebaut sind und einen kleinen Innenhof bilden, der einem auf dem Areal vorhandenen Teich zugewandt ist. Diese Wände sind hofseitig mit zahlreichen Votivtäfelchen versehen. In der linken Ecke der Langseite der Kapelle befindet sich ein schmaler quadratischer Glasvorbau, der den ursprünglich offenen und inzwischen halb geschlossenen Nebeneingang markiert. Rechts davon zeigt sich der in die Wand eingebaute und mit Panzerglas geschützte Zwischenraum für die Reliquie, unter dem ein kleiner Betonsockel mit aufgesetztem schmiedeeisernem Kerzenleuchter herausragt. Vor dem Eingang steht ein ganz aus Beton gegossener kleiner quadratischer Altartisch auf einer zylinderartigen Säule, womit der Innenhof zum Altarraum einer kleinen Freilichtkirche wird, vor dem einige Sitzblöcke – ebenfalls aus Beton – aufgestellt sind.
Der Haupteingang zur Kapelle befindet sich an der rechten Außenseite des Gebäudes, auf dessen weit vorkragendem kräftigem Türsturz der Spruch „ZU EHREN DER HEILIGEN CATERINA VON SIENA, GEB. * 1347, GEST. † 1380“ eingraviert ist. An der dortigen seitlichen Eingangswand ist anlässlich der Erhebung der heiligen Katharina im Jahr 1999 zur Patronin Europas durch Papst Johannes Paul II. eine Widmungstafel angebracht, auf der in deutscher und französischer Sprache zu lesen ist: „HL. CATERINA VON SIENA, SCHUTZPATRONIN EUROPAS,  Papst Johannes Paul II., 1. 10. 1999“.
Mittig auf dem Flachdach wurde anstelle eines Glockenturmes eine große hohe Rundbogennische mit Glasboden aufgesetzt, durch die indirektes Licht in die darunter liegende Nische im Kapelleninneren geleitet wird. Darin steht seit 1971 eine von zwei Engeln flankierte Skulptur der Katharina von Siena aus dem Atelier der Raerener Künstlerin Maria Hasemeier-Eulenbruch. Es ist die zweite Ausfertigung der Katharina-Statue, nachdem die ursprüngliche aus dem Jahr 1968 durch Vandalismus beschädigt worden war. Die beschädigte Statue wurde von Hasemeier-Eulenbruch wieder zusammengesetzt und am 7. September 1985 in einer Nische in der Krypta des neuen Begegnungshauses aufgestellt.
Hauptattraktion der Kapelle ist eine Reliquie der Katharina von Siena, die Wintgens bei einem Besuch in Siena von Pater Antonio Silli als Geschenk für den Bau der Kapelle erhalten hatte und die der Pater bei der Einweihung persönlich in eine dafür vorbereitete Mauernische in der Kapelle gegenüber der Figurennische mit der Katharina von Siena einsetzte. Vier Jahre später wurde sie zum ersten Mal gestohlen. Der Täter konnte aber recht bald gefasst und die Reliquie gerettet werden. Bereits im März 1975 wurde sie erneut geraubt und blieb diesmal unauffindbar. Doch bereits drei Monate vor dem Raub hatte Wintgens in Siena um eine größere Reliquie gebeten, weil die erste seiner Auffassung nach zu unscheinbar war. Dieses Anliegen wurde ihm genehmigt, und er erhielt am 5. September 1975 in Brüssel von Erzbischof Castellano persönlich eine Rippe der Heiligen als neue Reliquie. Zwei Tage später wurde sie in einer Prozession zur Kapelle getragen und in einer Messfeier von dem Lütticher Bischof van Zuylen in eine vorgesehene Lücke in der Trennmauer zwischen dem Inneren der Kapelle und dem Hof hineingelegt und anschließend einbruchsicher mit Panzerglas umhüllt.

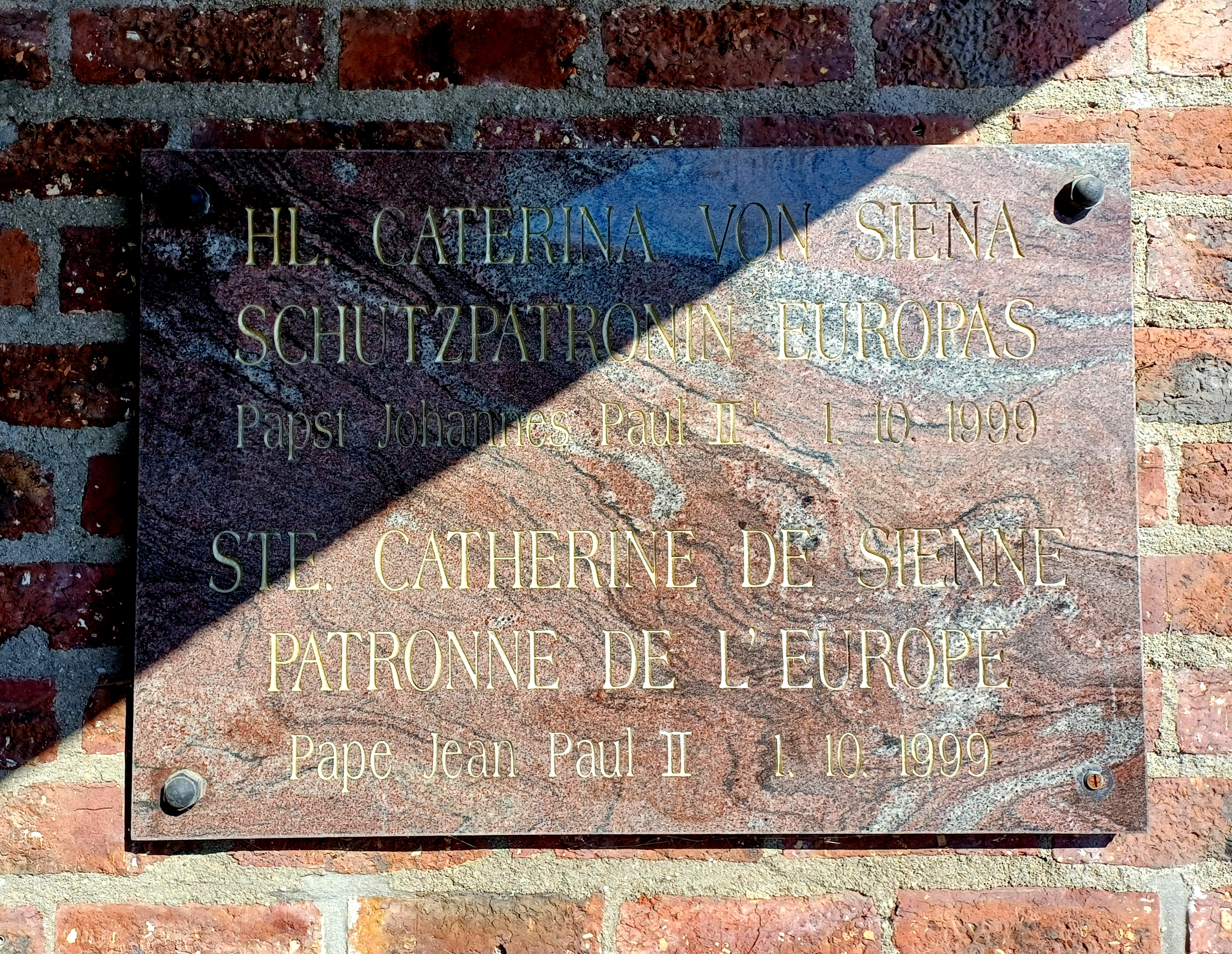
Widmungstafel
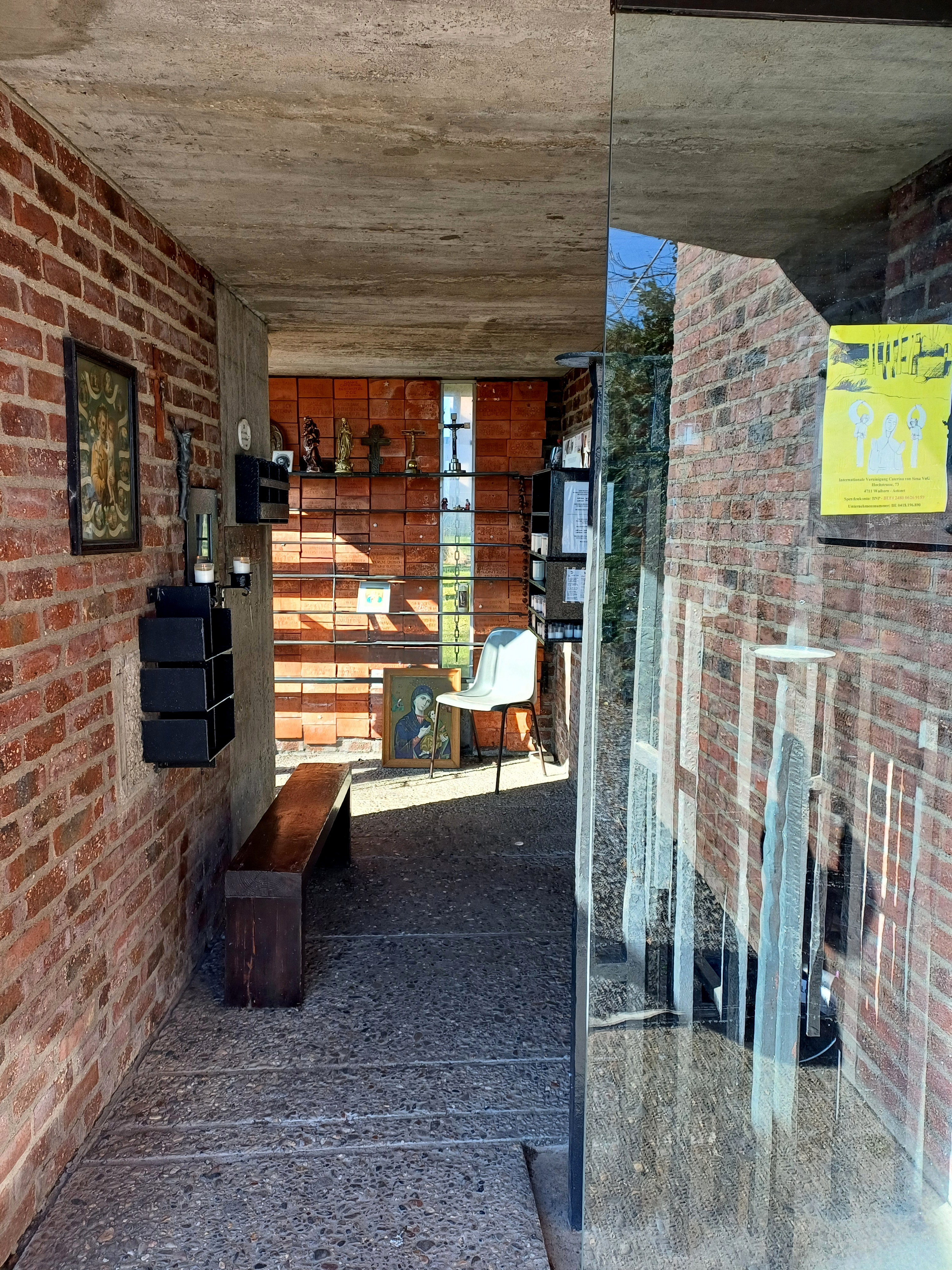
Blick in den Innenraum
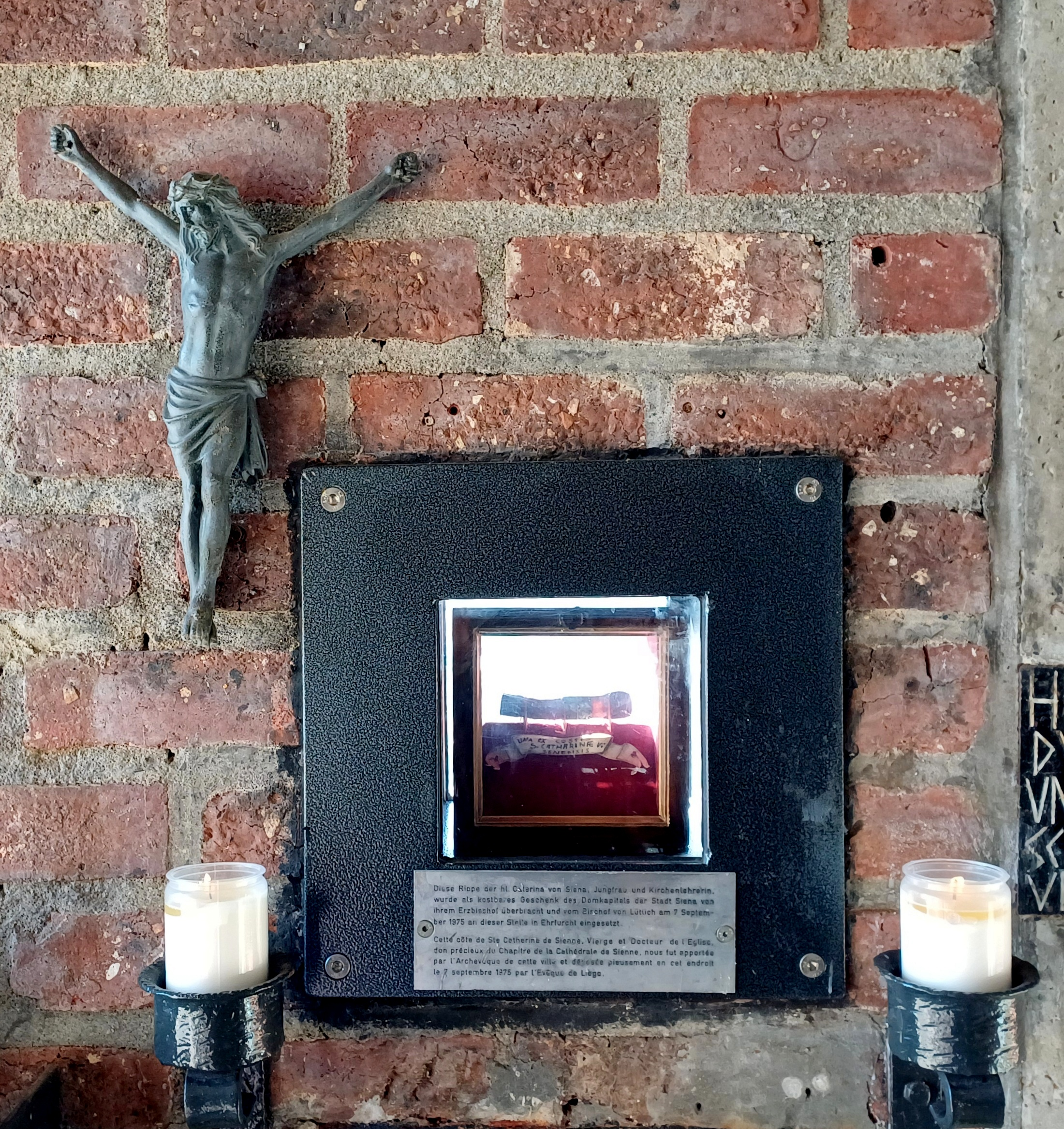
Reliquienschrein, Innenraum
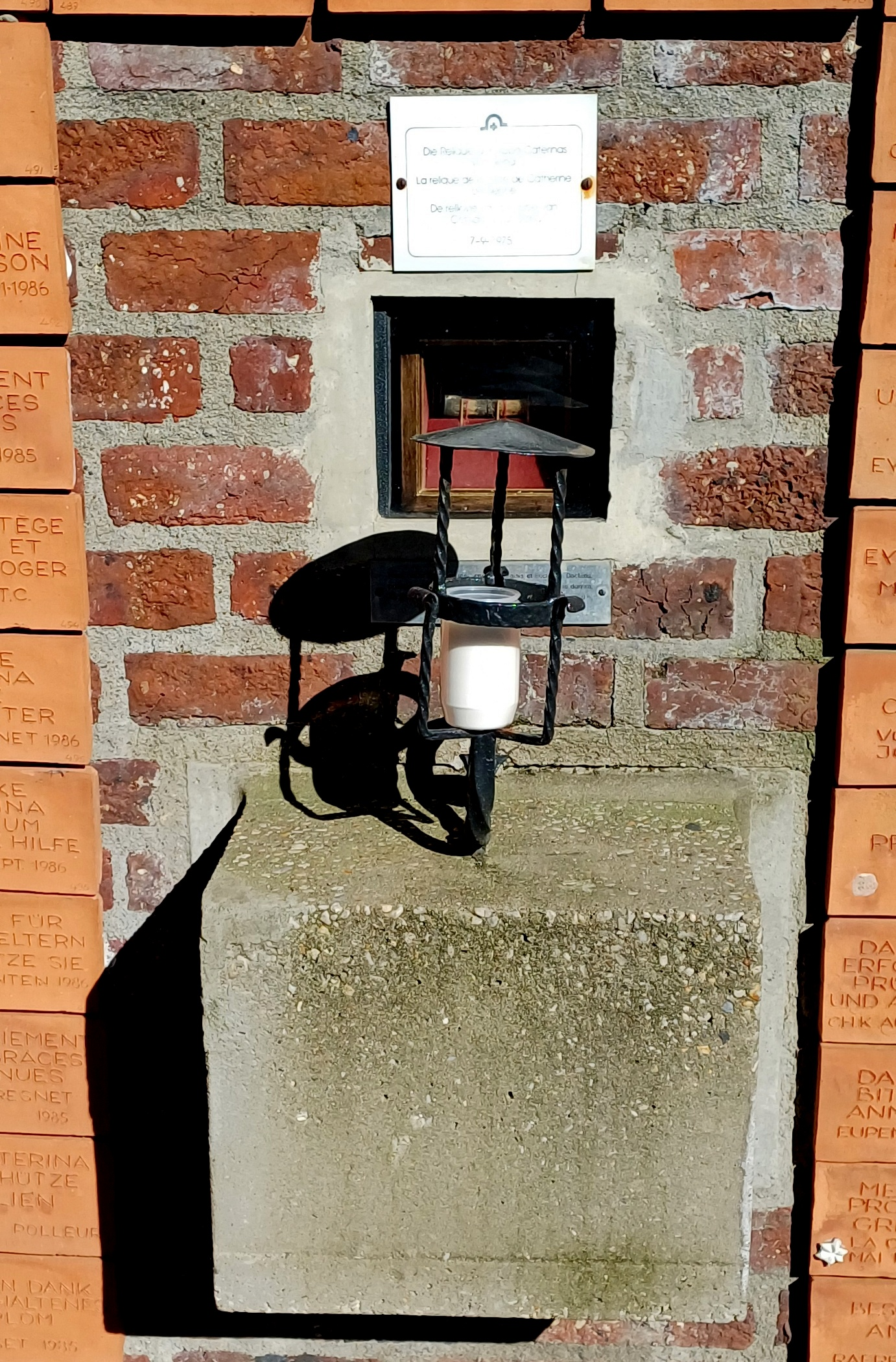
Reliquienschrein Hofseite

## Haus der Begegnung

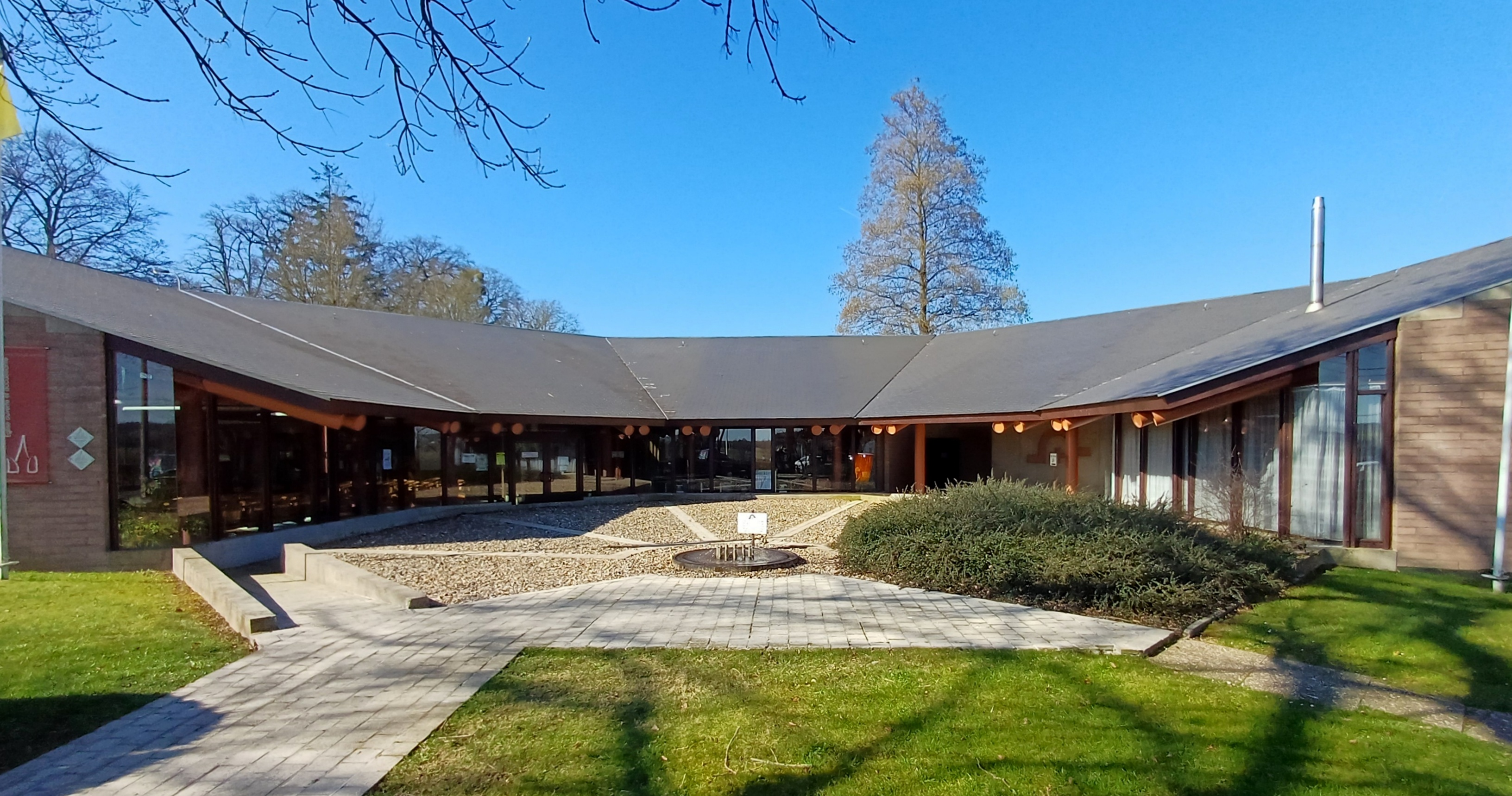
Haus der Begegnung

Das später aus Beton, Metall, Stein und Holz aus Spendenmitteln errichtete Haus der Begegnung, auch Haus der Versöhnung genannt, ist ein polygonales fünfteiliges Gebäude, das im Halbkreis angeordnet und mit seiner offenen Seite ebenfalls zum Weiher ausgerichtet ist. Ein Pultdach mit Gefälle zum Hofinneren sowie die Knickachsen des Gebäudes verstärken den Blickpunkt auf den Brunnen in der Mitte des Vorplatzes. Alle fünf Gebäudeteile, die unterschiedlichen Funktionen dienen, sind miteinander durch einen Wandelgang verbunden. Für reichlich Tageslicht sorgen die großen Fensterbänder an den höheren Außenseiten des Gebäudes. 
Die beiden linken und innen durchgehenden Trakte sind als Gebetsraum für Pilger und für die monatlichen Messfeiern sowie andere Großveranstaltungen vorgesehen. In den beiden rechten Trakten befinden sich über zwei Etagen Wohnräume mit einem Aufenthaltsraum und einer Gemeinschaftsküche im Parterre, die alle ursprünglich als Schwesternzimmer geplant waren, jedoch vorzugsweise als Priesterwohnung und Gästezimmer für Einkehrtage und Exerzitien vorgesehen sind.
Der mittlere Gebäudetrakt ist ein zum Rasenplatz hinter dem Haus geöffneter Raum, der für Feierlichkeiten bestimmt ist, die wahlweise drinnen wie draußen stattfinden können. Von diesem Raum aus geht es in einen im Untergeschoss gelegenen offenen Gebetsraum mit integrierter Krypta auf quadratischem Grundriss, der einem Kapitelsaal nachempfunden ist und durch einen senkrechten Lichtschacht beleuchtet wird, der aus der hinteren Rasenfläche herausragt. In diesem Raum steht in einer Wandnische die reparierte Erstausfertigung der Katharina-Statue. Hier werden Messen in kleinerem Rahmen gelesen sowie regelmäßige Andachten, Rosenkranzgebete und Meditationsübungen gehalten. 

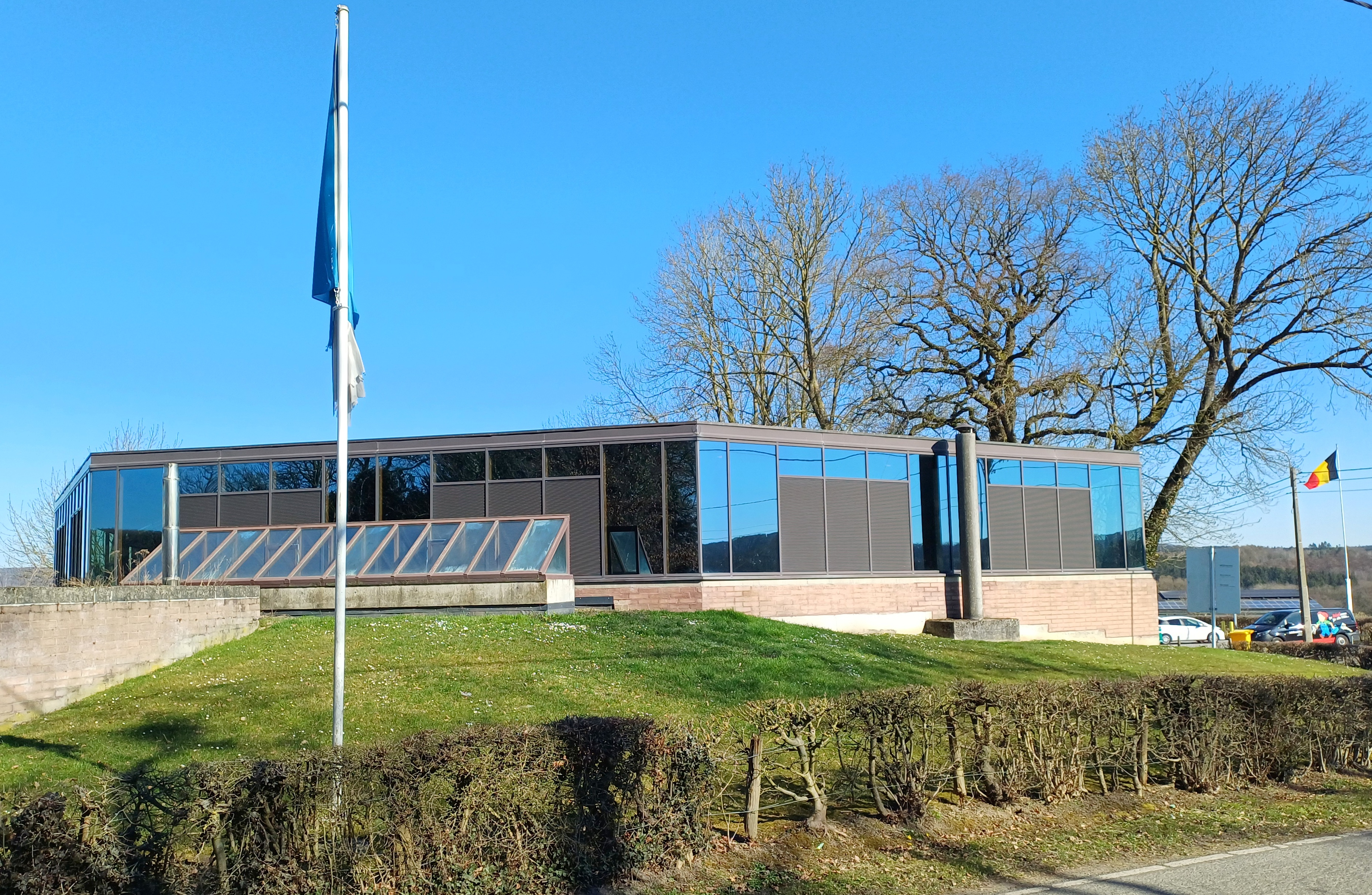
Rückseitige Ansicht
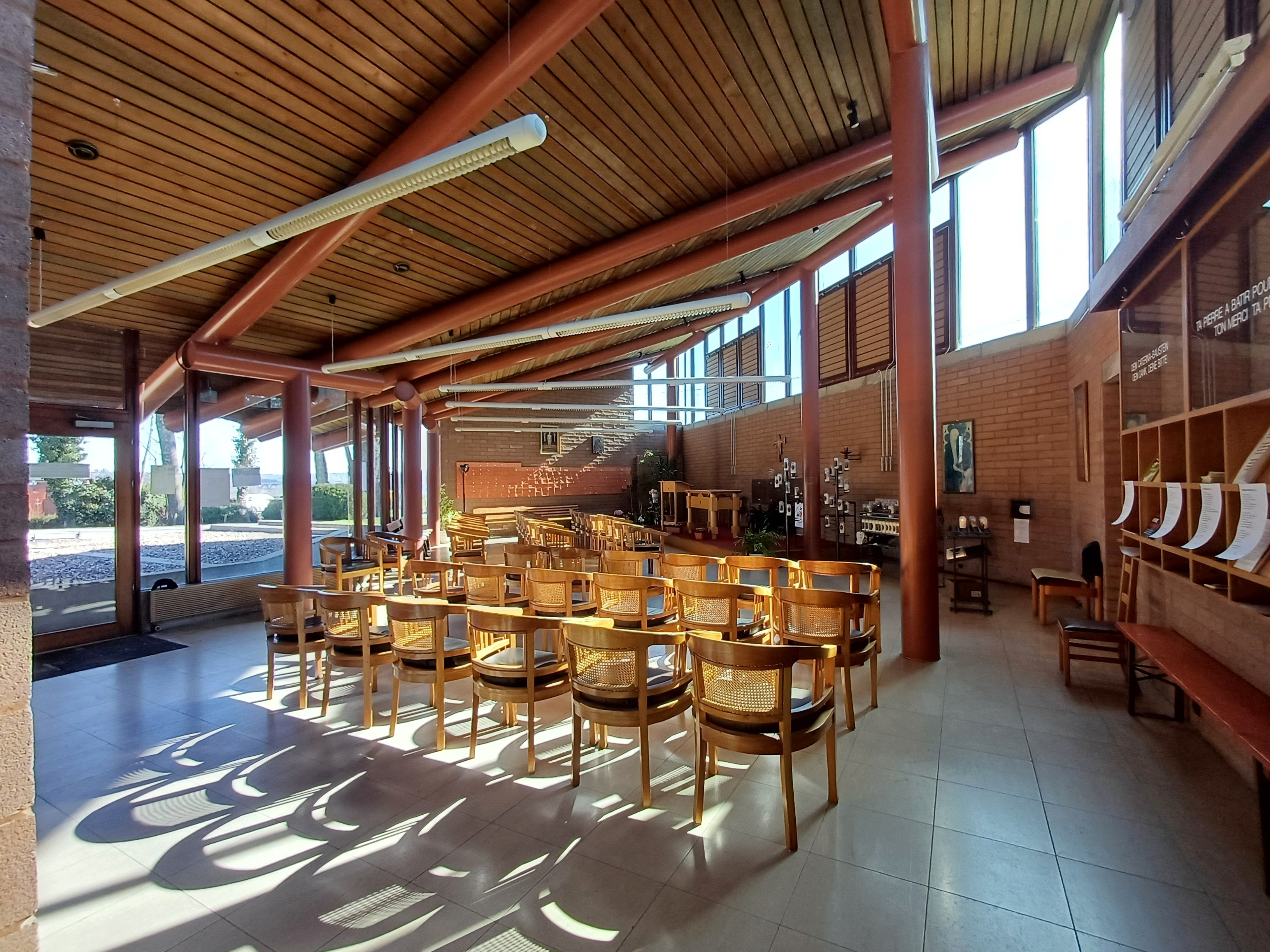
Messe- und Veranstaltungsraum
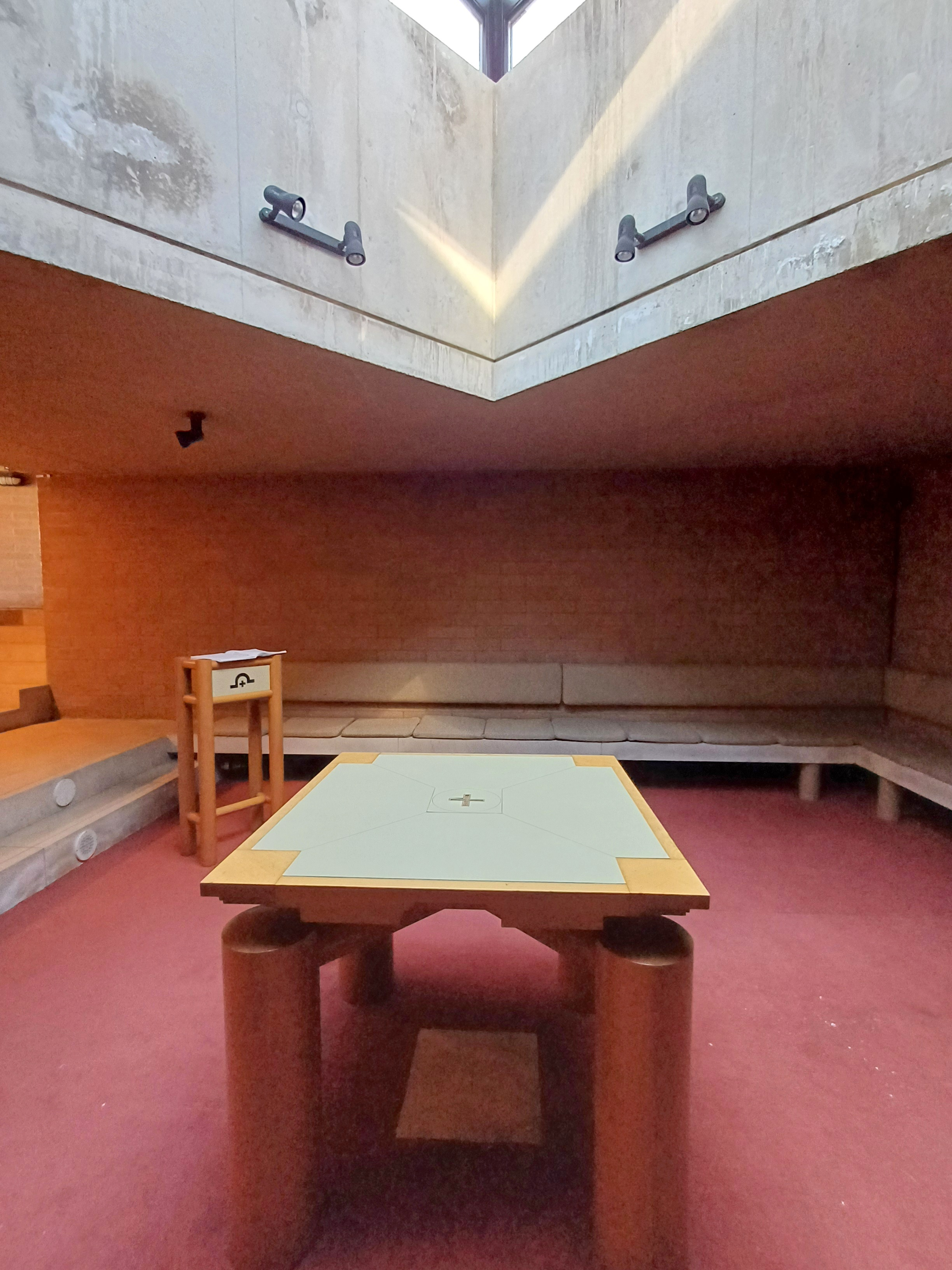
Krypta

## Vorplatz

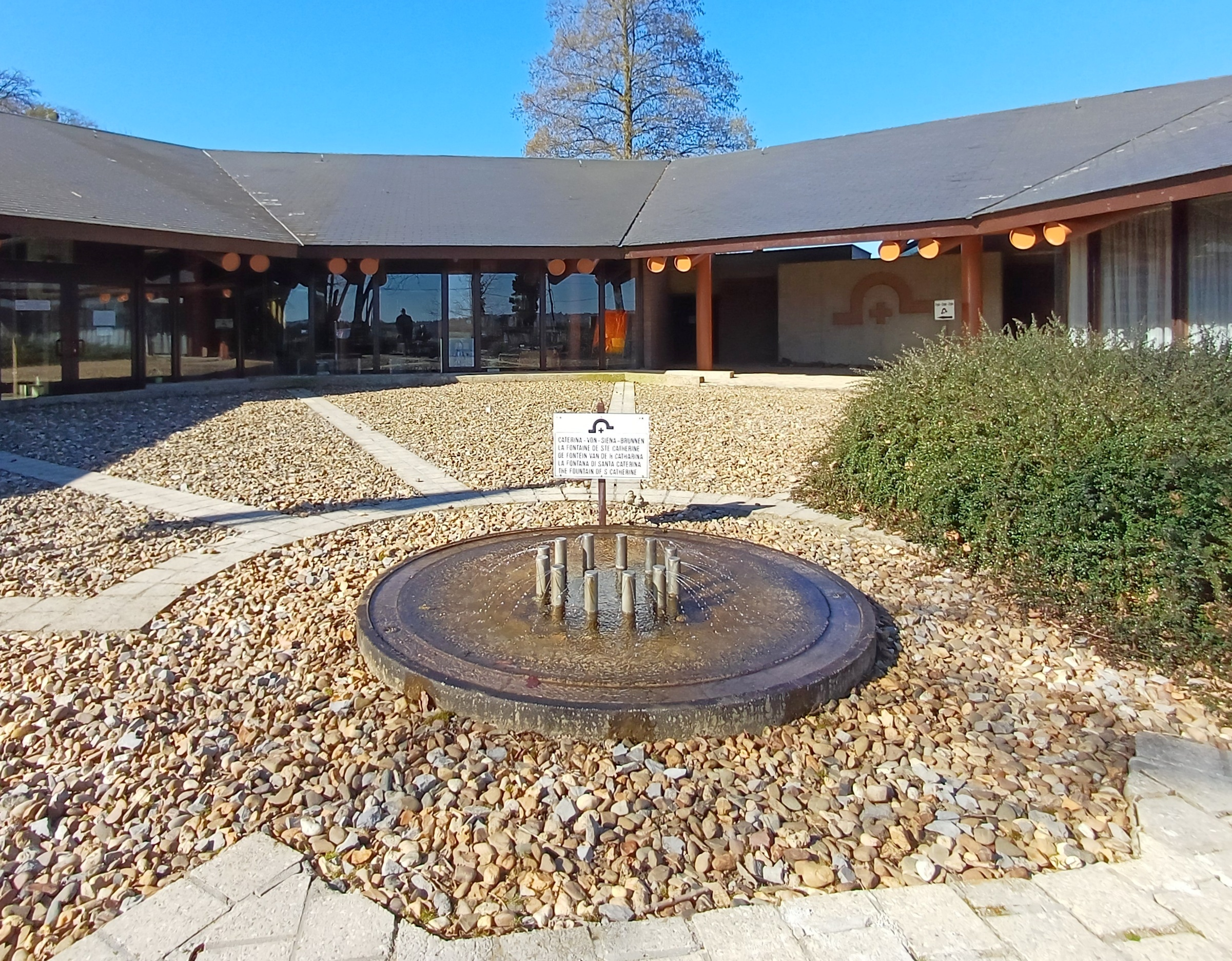
Vorhof mit Brunnenanlage

Der Vorplatz des Begegnungshauses erinnert strukturell an die Piazza del Campo in Siena und ist passend zum Gebäude ebenfalls in fünf Segmente eingeteilt, die mit einer Betonpflasterung eingefasst und mit Rollkies gefüllt sind. Er bildet den Übergang zwischen dem Begegnungshaus, dem Weiher und der offenen Seite der Kapelle. Herzstück des Vorplatzes ist ein Brunnen nach Entwürfen von André Blank mitten im Boden. Im Zentrum des Brunnens hat Blank das Bildnis der Katharina von Siena aufgetragen sowie am Außenrand des Brunnens die Inschrift „Fontana Santa Caterina da Siena, AD 1981“ eingraviert.
Im Jahr 1990 wurde auf dem Areal der Anlage an der Straßenecke Hochstraße/Königsweg zur Verschönerung der Rasenfläche ein Wegekreuz installiert, das von Hubert Aloys Miessen (1926–2008) entworfen und hergestellt worden war.